# Катастрофа Ил-62 в Варшаве (1980)
Катастро́фа Ил-62 в Варша́ве (1980) (также известная как Авиакатастро́фа в Оке́нче и Катастрофа «Коперника») — крупная авиационная катастрофа, произошедшая в пятницу 14 марта 1980 года. Авиалайнер Ил-62 авиакомпании LOT выполнял межконтинентальный рейс LO 007 по маршруту Нью-Йорк—Варшава, когда во время захода на посадку экипаж доложил о проблемах с сигнализацией шасси и уходе на второй круг, а через тридцать секунд вошедший в неконтролируемое снижение лайнер рухнул на землю у Форта VI (Варшавская крепость) в районе аэропорта Варшавы и полностью разрушился. Погибли все находившиеся на его борту 87 человек — семьдесят семь пассажиров и десять членов экипажа.
Катастрофа рейса 007 по числу погибших стала крупнейшей в истории Польши на то время.
Причиной катастрофы стало разрушение вала одного из двигателей и вызванное этим разрушение диска турбины, при этом обломками были перебиты тяги управления рулями на хвостовом оперении, а также выведены из строя три из четырёх двигателей. В официальном заключении польская комиссия в угоду общественному мнению заявила, что причиной катастрофы стало некачественное изготовление двигателей. Истинные причины при этом были засекречены. Лишь через тридцать лет были обнародованы рассекреченные данные, согласно которым виновником катастрофы являлась авиакомпания LOT, эксплуатировавшая двигатели с превышением допустимых ресурсов и выдававшая в полёты заведомо неисправные самолёты.

## Самолёт

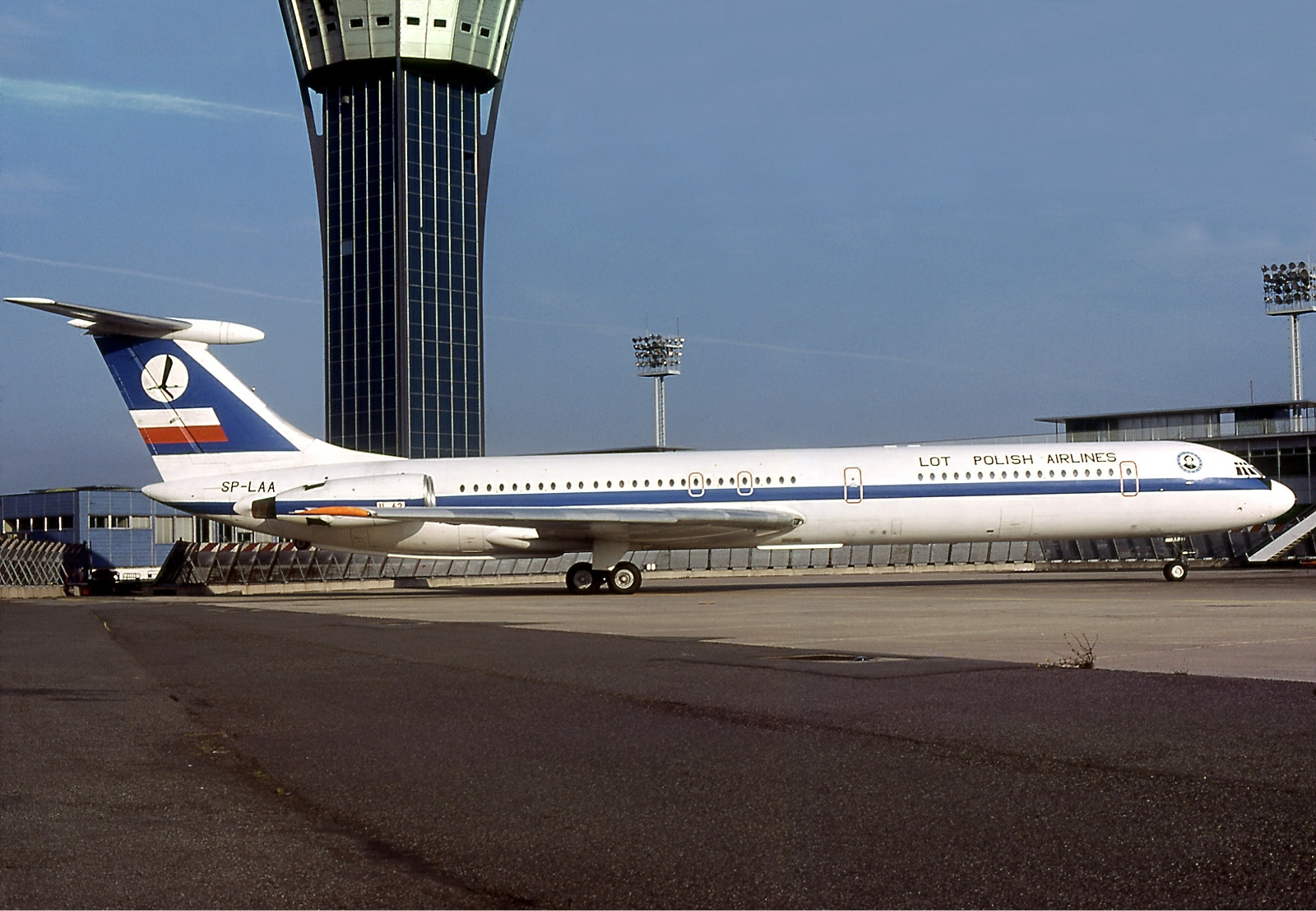
Разбившийся самолёт в 1978 году

Ил-62 (заводской номер 11004, серийный 10-04) был выпущен Казанским авиационным заводом имени С. П. Горбунова в 1971 году, а затем был продан в Польшу, где с 15 марта 1972 года начал эксплуатироваться в авиакомпании LOT, в которой получил бортовой номер SP-LAA и имя Mikolaj Kopernik. Оснащён четырьмя турбовентиляторными двигателями НК-8-4 Казанского моторостроительного производственного объединения (КМПО). Пассажировместимость салона составляла 168 мест.
В истории гражданской авиации Польши это был первый авиалайнер Ил-62. В авиакомпании LOT к тому времени основу авиапарка составляли самолёты Ил-18, для которых дальние полёты были по маршрутам Варшава—Москва и Варшава—Мадрид. Новый авиалайнер же позволял выполнять трансконтинентальные полёты, в том числе и через Атлантический океан, выводя тем самым авиакомпанию LOT за пределы Европы. Именно этот борт 13 апреля 1973 года совершил первый межконтинентальный полет в истории польской коммерческой пассажирской авиации. Тогда «Коперник» также совершал полёт в Нью-Йорк.

## Экипаж
Самолётом управлял опытный экипаж в составе:
- Командир воздушного судна (КВС) — 46-летний Павел Липовчан[пол.] (пол. Paweł Lipowczan). Родился 1 июля 1933 года. Опытный пилот, являлся членом Варшавского аэроклуба, чемпион мира по прыжкам с парашютом на точность приземления. Проработал в авиакомпании LOT 15 лет (с 1965 года). Налетал 8770 часов, 4385 из них на Ил-62[1].
- Второй пилот — 42-летний Тадеуш Лохоцкий (пол. Tadeusz Łochocki; по другим данным — Ириней Ляхоцкий (пол. Ireneusz Łachocki)[5]). Проработал в авиакомпании LOT 14 лет (с 1966 года). Налетал свыше 1800 часов на Ил-62[1].
- Штурман — 34-летний Константы Хожевский (пол. Konstanty Chorzewski)[1]. Проработал в авиакомпании LOT 7 лет (с 1973 года).
- Бортинженер — 37-летний Ян Лубневский (пол. Jan Łubniewski)[1]. Замещал своего коллегу — Рышарда Хмелевского (пол. Ryszard Chmielewski)[* 1], который из-за плохого самочувствия остался в Нью-Йорке[6].
- Бортрадист — 53-летний Стефан Вонсевич (пол. Stefan Wąsiewicz)[1]. Проработал в авиакомпании LOT 29 лет (с 1951 года). Также замещал своего коллегу, который по личным причинам не смог вылететь в Нью-Йорк.

В салоне самолёта работали пять стюардесс:
- Алиция Дурьяш (пол. Alicja Duryasz) — старшая стюардесса[1],
- Алиция Мормоль-Дудлей (пол. Alicja Mormol-Dudlej)[1],
- Эльжбета Грабовска (пол. Elżbieta Grabowska)[1],
- Кристина Кравчик (пол. Krystyna Krawczyk)[1],
- Иоанна Подстольска (пол. Joanna Podstolska)[1].

## Хронология событий
Днём 13 марта 1980 года авиалайнер Ил-62 борт SP-LAA, пилотируемый экипажем во главе с Томашем Смоличем (пол. Tomasz Smolicz), выполнил пассажирский рейс из Варшавы в Нью-Йорк и приземлился в аэропорту имени Джона Кеннеди. В Нью-Йорке самолёт начали готовить к выполнению обратного рейса в Варшаву — LO 007. Стоянка составила несколько часов, в течение которых был проведён технический осмотр самолёта, а также произошла смена экипажа. Вылет из Нью-Йорка по расписанию должен был быть в 19:00 EST (23:00 UTC), а посадка в Варшаве в 09:40 CET (08:40 UTC). Но сильный снегопад задержал вылет, так как требовалось время для очистки взлётной полосы, а также обработки самолётов противообледенительным раствором. После двухчасовой задержки, в 21:16 рейс LO 007 вылетел из Нью-Йорка. По плану полёта маршрут проходил вдоль восточного побережья США до границы с Канадой, затем над Ньюфаундлендом, после над северной Атлантикой до Шотландии, а затем над Балтийским морем до территории Польши. На борту рейса 007 находились 87 человек — 10 членов экипажа и 77 пассажиров, среди которых была сборная США по боксу в составе 22 человек (в том числе 14 спортсменов), а также известная польская певица Анна Янтар.
| Гражданство | Пассажиры | Экипаж | Всего |
| ----------- | --------- | ------ | ----- |
| ГДР         | 3         | 0      | 3     |
| Польша      | 42        | 10     | 52    |
| США         | 28        | 0      | 28    |
| СССР        | 4         | 0      | 4     |
| Итого       | 77        | 10     | 87    |

Трансатлантический полёт прошёл без замечаний и спустя 9 часов полёта в 10:35 CET рейс 007 на эшелоне 11 300 метров пересёк воздушную границу Дании и Польши, после чего пролетел над Дарловом и Грудзёндзем. Экипажу было дано разрешение на снижение. В 10:58, проходя эшелон 4500 метров, рейс 007 перешёл на связь с диспетчерской вышкой аэропорта Окенче. Авиадиспетчер Войцех Винчевский (пол. Wojciech Winczewski) передал экипажу условия захода на посадку на полосу № 15 с курсом посадки 115°. Через 11 минут (11:09) диспетчер передал экипажу довернуть налево на курс 060°. Из-за заходящего в это время на посадку самолёта местных воздушных линий диспетчер был вынужден отправить рейс 007 на удлинённую схему захода и дал экипажу указание занимать пока курс 160°. Экипаж подтвердил получение информации. В Варшаве в это время стоял морозный ясный день и дул достаточно сильный ветер.
| 11:13:11 | Окенче | 007, финальное снижение по трёхступенчатому маршруту.                       |
| 11:13:15 | LO 007 | 007.                                                                        |
| 11:13:18 | Окенче | Влево на 5, 155.                                                            |
|          | LO 007 | 155.                                                                        |
| 11:13:46 | Окенче | 007, влево на 5 градусов.                                                   |
| 11:13:52 | Окенче | 007?                                                                        |
| 11:13:54 | LO 007 | Да, подождите… У нас проблемы с сигнализацией шасси. Уходим на второй круг. |
| 11:14:00 | Окенче | Понял. Курс полосы и 650.                                                   |
| 11:14:04 | LO 007 | Курс полосы, 650.                                                           |
| 11:14:06 | Окенче | Да.                                                                         |

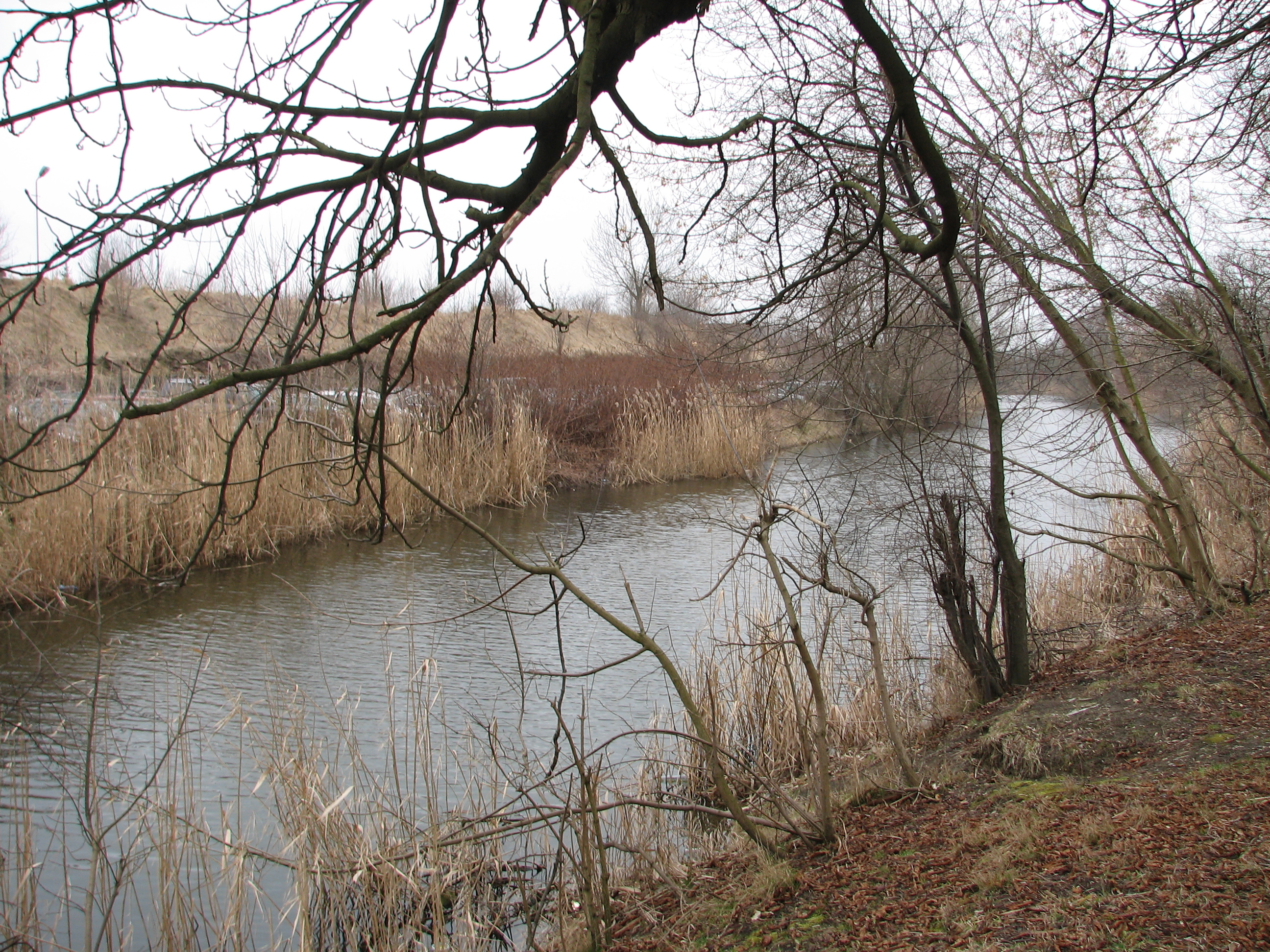
Место катастрофы

Отказ сигнализации шасси, о котором сообщил экипаж, нередко случался на самолётах Ил-62. В этом случае было два варианта действий: либо пролететь над полосой на небольшой высоте, при этом диспетчеры с помощью биноклей должны были оценить положение шасси, либо набирать высоту, чтобы бортинженер проверил систему управления и попытался определить причину отказа. В данном случае командир выбрал второй вариант. Авиалайнер находился на высоте 250 метров, когда диспетчер дал разрешение подниматься до высоты 650 метров. Это был последний радиообмен с самолётом. Режим двигателей увеличили до максимального, но через девять секунд в 11:14:19 раздался мощный взрыв, после чего за самолётом появилось облако чёрного дыма, а вниз посыпался град из металлических осколков. Экипаж ничего не мог понять. За секунду у летящего над городом со скоростью 320 км/ч рейса 007 отказали рули направления и высоты, а также три из четырёх двигателей. Нос опустился и неуправляемый лайнер под небольшим углом понёсся вниз. Пролетев два километра, экипаж вдруг увидел перед собой здание детского приюта. Уходя от столкновения, пилоты отвернули самолёт вправо, после чего лайнер правой плоскостью столкнулся с деревьями, а в 11:14:45, спустя 26 секунд после взрыва, под углом 13° на скорости 350 км/ч врезался в замёрзший ров у Форта VI Варшавской крепости в 950 метрах от торца ВПП №15 и взорвался. Хвостовая часть от удара оторвалась и перелетела через ров к воротам крепости.
Все 87 человек на борту рейса 007 погибли. На момент событий это была крупнейшая авиакатастрофа в Польше, пока через 7 лет, 9 мая 1987 года, её не отодвинула на второе место катастрофа Ил-62М Tadeusz Kościuszko (также на территории Варшавы), в которой погибли 183 человека.

## Расследование
Гибель 87 человек, в числе которых были популярная польская певица и сборная США по боксу, привела к широкому резонансу в стране. Свидетели указывали, что непосредственно перед падением самолёта слышали взрыв, что породило версии о теракте. Но в этом случае было неясно, кем и против кого теракт мог быть организован.
Так совпало, что катастрофа произошла как раз в тот момент, когда в аэропорту Окенче проходило заседание по вопросам безопасности пассажирских воздушных сообщений. После сообщения о случившемся это совещание было сорвано. В тот же день для расследования причин катастрофы была сформирована комиссия, которую возглавил вице-премьер Тадеуш Вжашчик. Бортовые самописцы были быстро найдены, но они мало могли помочь в обнаружении причин катастрофы, так как за двадцать шесть секунд до удара о землю параметрический самописец прекратил фиксировать параметры обоих правых двигателей (№ 3 и 4), а речевой самописец и вовсе отключился.

Обломки диска второй ступени турбины низкого давления двигателя № 2 рейса 007

В таких условиях следователям пришлось изучать обломки авиалайнера. И тут внимание привлёк левый внутренний двигатель (№ 2), который был сильно повреждён, в том числе отсутствовал корпус компрессора. Этот корпус отделился от двигателя после того, как разделился на две части. Также в данном двигателе отсутствовал диск второй ступени турбины низкого давления. Части диска были найдены за пару километров до места падения, при этом было установлено, что диск разделился на три примерно равные части. Такой характер повреждения означал, что разрушение произошло вследствие значительного роста числа оборотов турбины. Турбина низкого давления раскрутилась, пока не достигла числа оборотов 130 % от максимальной, то есть скорости, при которой произошёл разрыв турбины двигателя. Чтобы определить причину такой быстрой раскрутки турбины, двигатель № 2 разобрали на основные части и вскоре нашли причину — основной вал, соединяющий турбину с компрессором. В результате разрушения основного вала исчезла нагрузка на турбину от компрессора, после чего, свободно вращаясь в струе газов из камеры сгорания, один из дисков турбины за одну десятую секунды достиг частоты вращения в 7400 оборотов в минуту, при которой произошло его разрушение. На скорости 200 метров в секунду обломки диска пробили корпус двигателя и разлетелись в разные стороны:
- Первый обломок пробил корпус двигателя в районе подвески двигателей и не нанёс существенных повреждений.
- Второй обломок был найден в соседнем двигателе (№ 1).
- Третий обломок и вовсе пробил фюзеляж насквозь, и застрял в двигателе № 3.

Из четырёх двигателей рабочим остался только один — № 4 (внешний правый).
При изучении остальных обломков и данных с параметрического самописца было установлено, что экипаж по показаниям приборов определил отказ двигателей № 2 и 3, поэтому перевёл РУДы данных двигателей в положение малого газа. Рычаг двигателя № 1 также был поначалу переведён в положение малого газа, но примерно за двенадцать секунд до катастрофы режим был несколько увеличен, вероятно экипаж пытался увеличить тягу. Единственный оставшийся рабочий двигатель (внешний правый) не мог создать достаточную силу тяги для сохранения горизонтального полёта, но мог позволить экипажу дотянуть до аэропорта. Однако пробивший фюзеляж обломок также разорвал тяги управления рулями высоты и направления. Под действием силы тяжести авиалайнер начал опускать нос, а экипаж за имеющиеся у него в запасе двадцать шесть секунд не успел исправить ситуацию. Всё, что могли в данной ситуации сделать пилоты, так это отклонением элеронов вправо увести падающий рейс 007 от детского приюта.

### Заключение комиссии
Уже в середине апреля 1980 года, то есть спустя всего месяц после катастрофы, комиссией был обнародован отчёт расследования, в котором указывалась следующая причина катастрофы:
В конечной фазе полёта, во время захода самолёта на посадку, произошло разрушение турбины левого внутреннего двигателя вследствие несчастливого и случайного стечения обстоятельств, а также скрытых материально-технологических изъянов, которые привели к преждевременной усталости вала двигателя. Обломками разрушенной турбины были повреждены два других двигателя и системы управления самолётом: рули высоты и направления. Располагая единственным рабочим двигателем и возможностью управления только путём отклонения элеронов, экипажу удалось, что подтверждается анализами и свидетелями, настроить траекторию самолёта так, что столкновение самолёта с землёй произошло на открытой местности. Комиссия установила, что не было никаких факторов, способствующих происшествию. Квалификация экипажа, его психическое и физическое состояние и подготовка к полёту не вызывала возражений. Из радиопереговоров, зарегистрированных на наземных и бортовых магнитофонах, следует, что полёт проходил без каких-либо замечаний. За 70 секунд до ожидаемой посадки командир самолёта решил выполнить повторный заход на посадку для проверки устройств сигнализации положения шасси, на что получил согласие авиадиспетчера. В ходе последующего манёвра с увеличением тяги двигателей, произошёл отказ одного из них, что привело к катастрофе.
По данным спецслужб, занимающихся прослушкой населения и проверкой писем, самой популярной среди рядовых поляков была версия о низком качестве советской промышленности. Таким образом, заключение комиссии, где она назвала причиной катастрофы дефектный материал вала двигателя № 2 и нарушения в технологии его обслуживания, тем самым обвиняя в катастрофе советскую авиационную промышленность, изготавливающую некачественные двигатели, встретило широкую поддержку среди населения. Порой звучали высказывания, что правительство Польской Народной Республики не пошло на поводу у правительства СССР. Помимо этого, в конструкторское бюро С. В. Ильюшина, которое спроектировало самолёт, поступила рекомендация по внедрению дублирования систем управления, чтобы в случае отказа одной из них не терять управления над самолётом. Однако советская сторона не приняла версию об отказе двигателя, заявив, что разрушение двигателя стало следствием, а не причиной. Лишь после того, как в 1987 году из-за пожара двигателя разбился борт «Tadeusz Kosciuszko», конструкция двигателей была доработана. Дублирование систем управления на самолётах Ил-62 так и не было внедрено.

## Рассекреченные данные
Все результаты дальнейшего расследования не разглашались, а были помещены в архивы Министерства внутренних дел ПНР с грифом «СОВЕРШЕННО СЕКРЕТНО» (пол. ściśle tajne). В дальнейшем эти архивы были переданы Институту национальной памяти, но долгие годы не обнародовались. Лишь в 2010 году к 30-летию катастрофы вышло архивное сообщение, что катастрофа рейса 007 произошла вследствие эксплуатации двигателей свыше допустимого ресурса, а также из-за допуска авиакомпанией LOT к полётам заведомо неисправных самолётов. Тем не менее, версия, что причиной катастрофы стало усталостное разрушение вала двигателя, остаётся по-прежнему популярной.

### Экономические новшества авиакомпании LOT
В результате экономической политики Эдварда Герека в Польской Народной Республике со второй половины 1970-х годов начался рост цен, что начало втягивать страну в экономический кризис. В таких условиях Министерство транспорта ПНР потребовало от авиакомпании LOT экономии средств, в результате чего в ней вскоре перестали следить за соблюдением норм безопасности. Одним из первых решений по снижению затрат стало сведение к минимуму заправки самолётов в зарубежных аэропортах в связи с более высокими ценами на авиакеросин. Вместо этого лайнеры заправляли топливом в самой Польше, причём до максимально возможного взлётного веса. В результате экипажам при вылете из аэропорта Окенче приходилось полностью использовать длину взлётно-посадочной полосы, а при обратном рейсе они имели относительно небольшой запас топлива, что порой вынуждало совершать посадку в сложных метеоусловиях. К тому же полёты с максимальным взлётным весом приводили к повышенному износу конструкции самолётов, особенно двигателей, которым приходилось работать на более высоком режиме.
Стоит отметить, что ранние двигатели НК-8-4 не были достаточно надёжными. При гарантийном ресурсе работы пять тысяч часов около половины из эксплуатируемых в LOT двигателей отказывали уже после двух-трех тысяч часов. Сами самолёты Ил-62 польские пилоты нередко называли «летающими гробами» (пол. latającą trumną). Но, несмотря на низкие показатели надёжности, в авиакомпании в дальнейшем было решено увеличить межремонтные интервалы с целью снизить число ремонтов, так как эти ремонты проводились на советских заводах и были достаточно затратными в финансах. Тогда в конструкторское бюро С. В. Ильюшина было послано сообщение, что в Польше провели испытания, в которых было установлено, что двигатели самолётов Ил-62 могут нормально работать 8,6 тысячи часов без ремонта. В ответ из конструкторского бюро пришла бумага, что поляки могут летать сколько хотят, но производитель отвечает лишь за работу в течение пяти тысяч лётных часов.
Стоит отметить, что уже в ходе расследования катастрофы борта Mikolaj Kopernik правительственная комиссия не смогла найти никаких подробных результатов испытаний по надёжности двигателей НК-8-4. Из этого следовало, что этих самых испытаний, вероятно, вовсе не проводили. На это вице-премьер Тадеуш Вжашчик даже спросил директора Польских авиалиний, Влодзимежа Виляновского: Вы часом, товарищи, не принудили советских товарищей выдать решение о продлении ресурса двигателей? (пол. Czy czasem towarzysze nie wymusiliście na towarzyszach radzieckich wydania decyzji przedłużenia resursów silników?). Внятного ответа на этот вопрос не последовало.

### Применение «лидеров»
С учётом повышенных нагрузок на двигатели при вылете из Варшавы с максимальным взлётным весом, увеличение межремонтного ресурса привело к росту отказов. Были случаи, когда польские Ил-62 прилетали из США в Варшаву техническими рейсами, то есть без пассажиров, на трёх двигателях. Представители технического персонала в аэропорту имени Джона Кеннеди сообщили, что за последние два года таких технических рейсов из Нью-Йорка было два, аналогично было и с рейсами в Чикаго. Наиболее частой причиной отказа были изгибы или разрушения лопаток турбины двигателя. В результате довольно скоро сложилась ситуация, когда необходимого запаса исправных двигателей просто не стало. И тогда в LOT ввели следующую практику: на самолёт ставятся три двигателя с ещё не отработанным гарантийным ресурсом, а к ним добавлялся ещё один, с превышением данного ресурса. Как выяснилось в ходе расследования, эта практика была довольно распространена. Техники авиакомпании такие неисправные двигатели называли «лидерами».
Однако такие меры, как увеличение ресурсов двигателей и заправка самолётов исключительно польским авиатопливом, позволили сэкономить 29 млн валютных злотых ($ 6,5 млн по тогдашнему курсу). По данным журнала «Skrzydlata Polska», за такие показатели 11 января 1980 года директор авиакомпании LOT и его восемнадцать сотрудников получили от заместителя министра транспорта высокие денежные премии. Затем заместитель министра позвал всех награждённых на конференцию по теме безопасности пассажирских перелётов, дата проведения которой была 14 января 1980 года.

### Ситуация с бортом SP-LAA
Ил-62 борт SP-LAA, который был самым старым представителем данного типа в авиапарке LOT — Polish Airlines, как раз накануне вылетел в Нью-Йорк. Когда следователи изучили истории его двигателей, то обнаружили по левому внутреннему двигателю (№ 2) следующие факты. Изначально этим двигателем был оснащён борт SP-LAC Fryderyk Chopin (эксплуатировался в LOT с 24 марта 1973 года, в настоящее время с б/н RA-86556 экспонат музея Дальней авиации в Энгельсе). Однако после налёта около тысячи семьсот часов, в 1975 году двигатель был снят из-за повреждения лопатки ступени компрессора низкого давления и отправлен на ремонт в Советский Союз. После завершения ремонта двигатель поставили на борт SP-LAB Tadeusz Kościuszko (эксплуатировался в LOT с 22 апреля 1972 года, не путать с SP-LBG). Но по истечении пяти тысяч часов налёта, в процессе работы данного двигателя наблюдались вибрации выше допустимого, хорошо ощущаемые в задней части самолёта. Поэтому в 1978 году двигатель вновь сняли, а после ремонта поставили на борт SP-LAA Mikolaj Kopernik. Однако данный ремонт проводился уже не в СССР, а в самой Польше. Впоследствии на одной из отделившихся частей диска турбины низкого давления была обнаружена царапина, которую мог оставить токарный резец. Следователи из Главной Комендатуры Милиции пришли к мнению, что это результат самостоятельного ремонта двигателя, но техническая подкомиссия решила, что царапина старая и возникла ещё во время изготовления двигателя советской промышленностью. Наработка двигателя на борте SP-LAA до катастрофы составила семьсот часов.
Несмотря на вибрации, этот двигатель было решено установить на самолёт, аргументируя это тем, что уровень вибраций ниже советских норм. Далее авиалайнер перед вылетом в Нью-Йорк был проверен механиком Здзиславом Ярмоняком (пол. Zdzisław Jarmoniak), который обнаружил, что в двигателе № 1 (левый внешний) на лопасти турбины имелась вогнутость. Данная вогнутость располагалась в самой широкой части лопасти — в нижней части, при этом данный дефект поддавался починке. Механик хотел было сообщить о ней, но затем заглянул в технический журнал самолёта и увидел, что этот дефект уже там отмечен, но самолёт при этом допущен к полёту. Как он позже объяснил следователям, механик после этого решил, что вогнутость в пределах допустимого. Также выяснилось, что двигатель № 3 (правый внутренний) имел налёт восемь тысяч двести часов без ремонта. Таким образом, по факту самолёт Ил-62 Mikolaj Kopernik был допущен к полёту в Нью-Йорк с тремя неисправными двигателями («лидерами») и лишь с одним полностью исправным (№ 4, правый внешний).

## Последствия катастрофы

### Авиакомпания LOT
На следующий день после катастрофы кто-то сделал копию статьи из «Skrzydlata Polska» о премировании руководства авиакомпании LOT, после чего прикрепил эту копию к двери комнаты экипажей в аэропорту Окенче. Факт авиакатастрофы на фоне награждений начальства за экономию при нарушении мер безопасности привёл к тому, что уже ко второй половине дня пилоты подняли бунт, заявляя, что отказываются летать на Ил-62 с неисправными двигателями. Тогда руководство стало играть с ними в подобие игры «Кошки-мышки». Если пилот отказывался выполнять рейс, то ему давали полностью исправный самолёт, а самолёт с «лидером» подсовывали другому экипажу, летевшему в другой город. На такое через два дня сотрудники пригрозили массовым увольнением, что грозило срывом международных рейсов. Тогда 22 марта руководство авиакомпании вызвало из Москвы Генриха Новожилова (главного конструктора конструкторского бюро С. В. Ильюшина) и Сергея Мухина (конструктора Куйбышевского моторного завода), чтобы те поговорили с экипажами, разрядив психологическую атмосферу. Также авиакомпания была всё же вынуждена снять все неисправные двигатели.
К тому времени в авиакомпанию LOT только начали поступать модернизированные Ил-62М, первым из которых был борт SP-LBA Juliusz Słowacki (позднее имя изменено на Janusz Kusociński), эксплуатировавшийся с 28 апреля 1979 года. Все польские Ил-62 в ближайшие годы были возвращены в СССР, где получили новые бортовые номера. В том числе:
- борт SP-LAB Tadeusz Kościuszko → CCCP-86706
- борт SP-LAC Fryderyk Chopin → CCCP-86556
- борт SP-LAD Kazimierz Pułaski → CCCP-86707
- борт SP-LAE Henryk Sienkiewicz → CCCP-86708
- борт SP-LAF Adam Mickiewicz → CCCP-86709
- борт SP-LAG Maria Skłodowska-Curie → CCCP-86557

### Память
|  |  |  |

Экипаж рейса 007 был похоронен на военном кладбище в Варшаве. Там же находится братская могила пассажиров. Одной из примыкающих к кладбищу улиц было присвоено имя Павла Липовчана — командира экипажа рейса 007.
В 1984 году в Варшаве был установлен памятник погибшим американским боксёрам, который представляет собой бронзовую призму с фигурой боксёра наверху. Аналогичный памятник установлен в центре олимпийской подготовки в Колорадо-Спрингс.

### Комментарии
1. ↑  Бортинженер Рышард Хмелевски (пол. Ryszard Chmielewski), которого заменил Ян Лубневский, погибнет через 7 лет и 2 месяца — 9 мая 1987 года в катастрофе Ил-62М Tadeusz Kościuszko, которая также произошла в Варшаве на подходе к аэропорту Окенче, при этом погибли 183 человека. В том рейсе он исполнял должность бортинженера-инструктора